# Attila Ábrahám
Attila Ábrahám (ur. 29 kwietnia 1967 w Kapuvárze) – węgierski kajakarz, trzykrotny medalista olimpijski.
Na igrzyskach startował dwukrotnie (IO 88, IO 92), na obu olimpiadach sięgając po medale. W 1988 zdobył złoto w kajakowych czwórkach, cztery lata później Węgrzy w tej konkurencji zajęli drugie miejsce. W Seulu był także brązowym medalistą w dwójkach. Ma w dorobku szereg medali mistrzostw świata, wywalczonych na różnych dystansach w latach 1989-1995, w tym złote.